# Espera
Espera je španělská obec v provincii Cádiz v autonomním společenství Andalusie. Žije zde přibližně 3 800 obyvatel.

## Poloha obce
Obec leží na severu provincie Cádiz u jejích hranic s provincií Sevilla.
Sousední obce jsou: Arcos de la Frontera, Bornos, Las Cabezas de San Juan, Lebrija, Utrera a Villamartín.